# Universidad Médica de Sinkiang
La Universidad Médica de Sinkiang (en uigur: شىنجاڭ تىببىي ئۇنىۋېرسىتېت; en chino: 新疆医科大学) es una universidad médica en Urumchi, la capital de la Región Autónoma Uigur de Sinkiang (Xinjiang) en la República Popular de China. Fue decretada por el Ministerio de Educación Nacional en 1998 y designada así por Jiang Zemin .
El plan de estudios pone un énfasis particular en la medicina, la gestión y la lingüística, con la universidad facilitando 25 especialidades para estudiantes de pregrado y 17 especialidades para la educación académica. Más de 50.000 estudiantes se han educado en la XMU. En 2010 , 13.100 estudiantes se matricularon en la universidad, con 5.405 personas empleadas en puestos de enseñanza .
XMU está en la base de la carpa de la colina en el noreste de Ürümqi y consiste en un campus que tiene más de 3 millones de pies cuadrados.